# Kogel Say
Kogel Say é uma cidade do Afeganistão, localizada na província de Balkh.